# Radicaal 56
Radicaal 56 is een van de 31 van de 214 Kangxi-radicalen die bestaan uit drie strepen.
In het Kangxi-woordenboek zijn er 15 karakters die dit radicaal gebruiken.

## Karakters met het radicaal 56
| Strepen | Karakter |
| ------- | -------- |
| + 0     | 弋       |
| + 1     | 弌       |
| + 2     | 弍       |
| + 3     | 弎 式 弐 |
| + 9     | 弑       |
| + 10    | 弒       |

Bronskarakter
Groot zegelkarakter
Klein zegelkarakter